# Augustus 2007
Dit artikel geeft een chronologisch overzicht van belangrijke gebeurtenissen per dag in de maand augustus van het jaar 2007.

## Gebeurtenissen

### 1 augustus
- In Minneapolis stort tijdens de avondspits een veertig jaar oude verkeersbrug over de Mississippi in. Tientallen auto's vallen in de diepte, minstens zes personen komen daarbij om, acht personen worden nog vermist. De Amerikaanse overheid wil alle soortgelijke bruggen laten onderzoeken.

### 2 augustus
- Twee Russische ROV's bereiken als eerste de zeebodem op de Noordpool op een diepte van 4261 meter en plaatsen een vlag. De Russen willen hiermee aantonen dat de Noordpool tot het Siberische continent behoort. Diverse landen rond de Noordelijke IJszee maken aanspraak op dit noordelijkste deel van de Aarde vanwege de vele delfstoffen.

### 3 augustus
- In Groot-Brittannië is mond-en-klauwzeer uitgebroken. Een vervoersverbod van vee is afgekondigd.

### 4 augustus
- In de Maas treedt massale vissterfte op doordat zich op 31 juli bij een chemisch bedrijf in Ougrée ten zuiden van Luik een storing in de waterzuiveringsinstallatie voordeed en tachtig kilo insecticiden de rivier instroomden. Vissen en zwemmen in Wallonië en Nederland zijn tijdelijk verboden. Vlaanderen heeft geen maatregelen getroffen.
- Vanwege de uitbraak van Mond-en-klauwzeer in Engeland mogen ook in Nederland geen geiten, varkens, schapen en runderen worden vervoerd. De Europese Unie stelt ingaande 6 augustus een exportverbod van Engels vee en vlees in.
- The Wall Street Journal meldt dat de Mexicaan Carlos Slim als rijkste mens ter wereld Bill Gates heeft opgevolgd.

### 5 augustus
- Het aantal doden ten gevolge van de door hevige regenval veroorzaakte grote overstromingen in Azië nadert de 1100 in India. Tot nu toe zijn er 120 personen in Bangladesh omgekomen en 84 in Nepal. Gezondheidsdeskundigen zijn bang dat er epidemieën zullen uitbreken.

### 6 augustus
- De aandeelhouders van Fortis gaan akkoord met het bod op ABN AMRO. Maurice Lippens, voorzitter van de raad van commissarissen van Fortis, sprak na afloop van een historisch besluit. Het lijkt nu vrijwel zeker dat ABN Amro zal worden overgenomen door Fortis, de Britse Royal Bank of Scotland en de Spaanse Banco Santander.
- Honderden toeristen in de Pyreneeën zijn na hevig noodweer geëvacueerd.

### 7 augustus
- De Congolese student Mbutu Monondo Bienvenue dient bij de Belgische justitie een klacht in over Kuifje in Afrika, omdat in dit stripverhaal van Hergé personen met een zwarte huidskleur op een racistische wijze zouden zijn weergegeven. Hij eist een schadevergoeding van één euro en een verbod op het stripboek.
- Een team van Russische wetenschappers onder leiding van Artoer Tsjilingarov keert terug van een expeditie naar de Lomonosovrug, waar het een Russische vlag op de zeebodem bij de noordpool heeft geplaatst om deze voor Rusland te claimen.

### 8 augustus
- Het Nederlandse Tweede Kamerlid Geert Wilders pleit in een ingezonden brief in de Volkskrant voor een verbod op de Koran. Hij noemt het boek "het islamitische Mein Kampf".
- Jemenitische veiligheidstroepen doden vier militanten van Al Qaida die worden verdacht van de zelfmoordaanslag op toeristen in Ma'rib van 2 juli 2007.

### 9 augustus
- Bij gevechten op het eiland Jolo in het zuiden van de Filipijnen tussen het Filipijnse leger en islamitische opstandelingen komen zeker 50 mensen om het leven. Het Filipijnse leger leidt met 26 doden haar zwaarste verlies in decennia.
- Volgens het Guinness Book of Records is er een nieuwe langste in leven zijnde man. Het gaat om de 36-jarige Leonid Stadnyk uit Oekraïne die 2,57 meter lang is en zich voor het eerst door medewerkers van het recordboek heeft laten meten. Hij verdringt hiermee de Chinees Bao Xishun van 2,36 meter naar de tweede plaats.

### 10 augustus
- De Europese Centrale Bank brengt vanaf 9 t/m 13 augustus in totaal 155,85 miljard euro in de geldmarkt om banken meer financiële armslag te geven. Vanwege de in zwaar weer verkerende kapitaalmarkt en de kredietmarkt in de Verenigde Staten zijn er bij diverse financiële instellingen liquiditeitsproblemen gerezen. De laatste keer dat een dergelijke grote ingreep nodig werd geacht was na de aanslagen op 11 september 2001.

### 11 augustus
- In het kielzog van Rusland willen de Verenigde Staten, Canada, Noorwegen en Denemarken ook delen van de noordpool voor zichzelf claimen. De Denen en de Amerikanen zijn bezig met (het voorbereiden van) een expeditie om ter plaatse de zeebodem te onderzoeken, de Canadezen hebben het voornemen er iets van militaire aard te beginnen.

### 12 augustus
- Real Madrid neemt de Nederlandse voetballer Wesley Sneijder voor 27 miljoen euro van AFC Ajax over. Na Marc Overmars (40 miljoen), Arjen Robben (36 miljoen) en Ruud van Nistelrooij (29,5 miljoen) is hij de duurste Nederlandse voetballer die aan een buitenlandse voetbalclub is verkocht.

### 13 augustus
- De Nederlandse Mededingingsautoriteit keurt de overname van de commerciële televisiezender Tien door RTL Nederland goed. Tien zal op 17 augustus voor het laatst uitzenden, op 18 augustus neemt de nieuwe, op vrouwen gerichte RTL 8 de uitzendingen over.

### 14 augustus
- In de Noord-Iraakse plaats Qahataniya vindt de zwaarste aanslag uit de Iraakse (burger)oorlog plaats. Bij een tegen de Jezidi's gerichte zelfmoordaanslag vinden 796 personen de dood en vallen meer dan 1500 gewonden. De aanslag was een week ervoor door aan Al Qaida verbonden militanten aangekondigd, omdat zij Jezidi's als anti-islamitisch zien.
- Een trein van de Russische Nevski Express wordt op het traject tussen Moskou en Sint-Petersburg bij de stad Malaja Visjera door een geïmproviseerde bom getroffen. Hoewel de trein op dat moment 190 km/u reed, vallen er onder de ongeveer 250 inzittenden alleen 60 gewonden.

### 15 augustus
- Een zware aardbeving met een kracht van 8 op de schaal van Richter richt in de zuidelijke kuststreek van Peru aanzienlijke schade aan. De stad Pisco raakt ernstig gehavend. Ten minste 510 personen komen om het leven, waaronder veel kerkgangers die de mis bijwonen. Diverse natuur- en archeologische bezienswaardigheden worden verwoest.

### 16 augustus
- Door de internationale kredietcrisis, veroorzaakt door de crisis op de Amerikaanse hypotheekmarkt, raken wereldwijd veel beurzen zwaar in de min. De Nederlandse AEX verliest 3,8 procent, de grootste daling op één dag sinds mei 2003, de Belgische BEL 20 daalt met 3,1 procent. Ook in diverse Aziatische landen zakken de koersen flink. Alleen in de Verenigde Staten weten de indices zich te herstellen.

### 17 augustus
- In verband met de Olympische Zomerspelen in 2008 gaat de Chinese hoofdstad Peking de smog bestrijden omdat anders bepaalde sportonderdelen van het IOC misschien niet mogen worden gehouden. De komende tijd zullen een steeds wisselende groep van 1,3 miljoen automobilisten niet in hun auto mogen rijden.

### 18 augustus
- Orkaan Dean wordt een majeure orkaan en stevent af op Jamaica en Mexico. De gevolgen hiervan zouden vergelijkbaar kunnen zijn met die van orkaan Katrina, die in 2005 de stad New Orleans gedeeltelijk verwoestte.
- Distrifood, het vakblad voor de supermarkten, verwacht dat de prijzen van brood, zuivelproducten en chocolade de komende tijd flink gaan stijgen vanwege door het slechte weer veroorzaakte matige oogsten, een groeiende vraag naar biobrandstoffen en een wereldwijd toenemende vraag naar voedsel.
- In Zuid-Korea begint de twaalfde editie van het WK voetbal voor spelers onder 17 jaar. Mexico treedt aan als regerend kampioen.
- In Nederland start de commerciële tv-zender RTL 8

### 20 augustus
- De controlecommissie van de Koninklijke Belgische Voetbalbond doet uitspraak in de Zaak-Ye. Oud-trainer Paul Put, die wordt gezien als spil in het omkoop- en gokschandaal, wordt voor het leven geschorst en Lierse SK wordt na afloop van het lopende seizoen teruggezet naar de Derde Klasse.
- Volgens het overheidsrapport Nationale Veiligheid, waarop de NOS door een beroep op de Wet openbaarheid van bestuur beslag heeft weten te leggen, is Nederland niet goed voorbereid op eventuele rampen van grote omvang, zoals overstromingen, epidemieën, terroristische aanslagen en grote computerstoringen.
- Vanwege de uitbreiding met nieuwe lidstaten was in 2000 afgesproken dat het totale aantal zetels in het Europees Parlement tijdelijk naar 785 zou worden verhoogd maar afgesproken dat dit in fases zou worden verlaagd tot 732 in 2009. Nederland had daardoor in eerste instantie 31 zetels en zou uiteindelijk op 25 uitkomen. Omdat dit totaal in 2007 naar 750 zetels is aangepast, willen CDA, VVD, ChristenUnie en GroenLinks dat Nederland over de 27 zetels die het op dit ogenblik in het EP heeft, kan blijven beschikken.

### 22 augustus
- Volgens kennisplatform Stichting RIONED zullen Nederlandse straten na hevige regenval in toenemende mate blank komen te staan en beschikken Nederlandse gemeenten over onvoldoende financiële middelen om dit te kunnen ondervangen. Oorzaak is de opwarming van de Aarde waardoor het in Nederland vermoedelijk meer gaat regenen. Ook België kampt met dit probleem.

### 23 augustus
- De Vlaamse christendemocratische formateur Yves Leterme geeft zijn formatieopdracht om tot een Belgische federale regering te geraken, terug aan de koning nadat de onderhandelingen met de Waalse christendemocraten onder leiding van partijvoorzitster Joëlle Milquet zijn vastgelopen. Vooral de door de Vlamingen gewilde staatshervorming waardoor er een lossere band tussen het rijkere Vlaanderen en het armere Wallonië zou ontstaan, stuitte op verzet van de Waalse politici.

### 25 augustus
- Buma/Stemra en Creative Commons Nederland hebben een pilootproject gestart om muziekauteurs meer keuzevrijheid te bieden in de wijze van verspreiding van hun werk via internet. Het wordt voor bands mogelijk om vergoedingen te laten innen voor commercieel gebruik en tegelijkertijd hun repertoire onder Creative Commons Licenties voor niet-commercieel gebruik te verspreiden.
- In Griekenland roept minister-president Kostas Karamanlis in verband met de vele bosbranden die in het land woeden de noodtoestand uit. Griekenland, waar de temperaturen oplopen tot boven de 40 graden, is kurkdroog. Alleen al op het schiereiland Peloponnesos zijn 41 personen door het vuur omgekomen. >>meer informatie

### 26 augustus
- De Nederlandse sergeant van de Task Force Uruzgan Martijn Rosier uit Sint Annaparochie komt in Uruzgan door een bermbom om het leven. Hij wordt 30 jaar. Een 23-jarige korporaal raakt gewond.
- In het zuiden van Colombia, in het departement Putumayo, worden negen mensen, onder wie vier kinderen, bij een aanval op een boerenbedrijf door rebellen vermoord. De overheid vermoedt dat de FARC achter de aanval zit.

### 28 augustus
- Minister van Buitenlandse Zaken Abdullah Gül (56) van de conservatieve AK-partij is door het Turkse parlement tot elfde president van Turkije verkozen.

### 29 augustus
- Prins Friso of Mabel Wisse Smit blijken het lemma over Wisse Smit op de Engelstalige Wikipedia te hebben aangepast, aldus de Rijksvoorlichtingsdienst. In het artikel werd gemeld dat zij voor hun huwelijk "onvolledige en onjuiste informatie" over haar verleden aan premier Balkenende had verstrekt. Het woord "onjuiste" werd vanaf een computer op Paleis Huis ten Bosch geschrapt, maar deze wijziging is inmiddels teruggedraaid. Wikinieuws
- Koning Albert II benoemt minister van staat Herman Van Rompuy als 'verkenner' om het Belgisch formatiebeleid uit het slop te halen.
- De Spaanse wielrenner José Iván Gutiérrez schrijft in Sittard-Geleen de ENECO Tour op zijn naam.

### 30 augustus
- Vijfhonderd patiënten van het Ziekenhuis Bernhoven in Oss en Veghel worden onderzocht op hiv, hepatitis B en hepatitis C nadat is gebleken dat de slangen die worden gebruikt voor inwendig kijkonderzoek, door de desinfecteermachines niet goed zijn schoongemaakt.

### 31 augustus
- De meteorologische zomer van 2007 was in Nederland uitzonderlijk nat. Er viel anderhalf keer zo veel regen als gemiddeld (303 mm tegen 202 mm normaal), vooral juli was regenachtig en veroorzaakte veel wateroverlast. De temperatuur viel 0,6 graden hoger uit, het aantal uren zonneschijn bleef 36 uur achter.
- Het Koninklijk Nederlands Instituut voor Onderzoek der Zee NIOZ gaat bij Groenland onderzoek doen naar de warme Golfstroom. Door de opwarming van de Aarde smelt het ijs op de Noordpool, waardoor deze golfstroom zou kunnen ophouden te bestaan met als gevolg dat de temperaturen in West-Europa in plaats van te stijgen de komende decennia weleens flink zouden kunnen gaan dalen.
- De Nederlandse equipe heeft in het Italiaanse La Mandria goud gewonnen bij de Europese kampioenschappen dressuur.

<< · januari · februari · maart · april · mei · juni · juli · augustus · september · oktober · november · december · >>